# Район Кіта (Ніїґата)
37°54′59″ пн. ш. 139°13′7″ сх. д. / 37.91639° пн. ш. 139.21861° сх. д.
Райо́н Кіта́ (яп. 北区, きたく, МФА: [ki̥ta ku̥], «Півінічний район») — район міста Ніїґата префектури Ніїґата в Японії. Станом на 1 квітня 2009 площа району становила 107,92 км². Станом на 1 червня 2011 населення району становило 77 359 осіб.